# Albert III de Wittelsbach
Albert III el Pietós de Baviera-Múnic (alemany: Albrecht III der Fromme, Herzog von Bayern-München), (27 de març de 1401 - 29 de febrer de 1460), fou duc de Baviera-Múnic des de 1438. Va néixer a Múnic sent fill d'Ernest de Wittelsbach, duc de Baviera, i d'Elisabetta Visconti, filla de Bernabé Visconti.

## Biografia
Fou promès per primera vegada el 1429, amb Elisabet, la filla d'Eberard III, comte de Württemberg, però aquesta va fugir i es va casar amb un comte de Werdenberg, que havia estat patge a la cort del seu pare.
El 1432, quan era administrador en nom del seu pare Ernest, de l'antic ducat de Baviera-Straubing, es va casar en secret amb Agnès Bernauer, una criada d'Augsburg. El seu pare estava en contra d'aquest matrimoni i el 1435, quan vivia a Straubing, Ernest va ordenar l'assassinat d'Agnès que va ser acusada de bruixeria, i llençada al riu Danubi on es van ofegar mentre que Albert era fora caçant. Després de la seva mort, el mateix Albert es va refugiar amb el duc Lluís VII de Wittelsbach a Ingolstadt, però es va reconciliar amb el seu pare al novembre.
Després de la reconciliació amb el seu pare, Albert es va casar amb la princesa Anna de Brunswick-Grubenhagen-Einbeck i va tenir deu fills amb ella.
El 1438 va succeir al seu pare com duc de Baviera-Múnic. En 1440 va rebutjar la corona de Bohèmia que se li va oferir. El 1444 i 1445 va posar en marxa dues campanyes contra els barons que robaven i oprimien al poble. Després de l'extinció dels ducs de Baviera-Ingolstadt va renunciar als seus drets a aquest ducat en favor d'Enric IV (XVI) de Baviera-Landshut, que era cosí del seu pare (1447).
Va morir a Múnic d'una plaga el 1460, el mateix dia que va morir també un fill (Ernest). El va succeir el fill gran Joan IV conjuntament amb el seu germà Segimon.

## Matrimoni i fills
El 22 de gener de 1437, a Múnic, es va casar amb Anna de Brunswick-Grubenhagen-Einbeck, filla del duc Eric I de Brunswick-Grubenhagen i d'Isabel de Brunswick-Gotinga i van tenir els següents fills:
- Joan IV, duc de Baviera (Múnic 4 d'octubre de 1437 - Haidhausen 18 de novembre de 1463).
- Ernest (Múnic 26 d'agost de 1438 - Straubing 29 de febrer de 1460).
- Segimon (1439, Straubing-1 febrer 1501, Blutenburg Castell).
- Albert (24 de desembre 1440 - Straubing 1445).
- Margarida (Múnic 1 de gener de 1442 - Màntua 14 d'octubre de 1479), casada a Màntua el 10 de maig de 1463 amb Frederic I Gonzaga.
- Elisabet (2 de febrer de 1443 - Leipzig 5 de març de 1486), casada a Leipzig el 19 de novembre de 1460 amb Ernest, Elector de Saxònia.
- Albert IV, duc de Baviera (Múnic, 15 de desembre de 1447 - 10 de març de 1508).
- Cristòfol, duc de Baviera (6 de gener de 1449 - Rhodos 8 d'agost de 1493).
- Wolfgang (1 de novembre 1451 - Landsberg am Lech 24 de maig de 1514,), cànonge a Passau, Augsburg i Colònia.
- Bàrbara (Múnic 9 de juny de 1454 - 24 de juny de 1472), monja a Múnic.

També va tenir almenys tres fills il·legítims.